# Christian Buchholz (Politiker)
Christian Buchholz (* 1966 in Hamburg) ist ein deutscher Betriebswirt und Politiker (AfD). Von 2016 bis 2021 war Buchholz Abgeordneter im Berliner Abgeordnetenhaus.

## Leben

### Ausbildung und berufliche Karriere
Christian Buchholz wurde 1966 in Hamburg geboren. Nach einer Offiziersausbildung studierte er Betriebswirtschaft an der Universität der Bundeswehr Hamburg und schloss das Studium 1993 als Diplomkaufmann ab. Für zwölf Jahre diente Buchholz als Zeitsoldat SaZ 12 bei der Bundeswehr. Nach der Teilnahme an den Auslandseinsätzen IFOR und SFOR verließ er die Bundeswehr als Hauptmann Ende 1998. Zudem war er 2003 bis 2004 Hospitant im Auswärtigen Amt, später war er auch als Unternehmensberater sowie im Vertrieb und Verkauf von Grenzschutzsystemen tätig.

### Politisches Engagement
Buchholz gehört zum wirtschaftsliberalen Flügel der AfD. Er ist Mitglied im Bezirksverband Pankow und hatte dort von 2015 bis 2020 das Amt des Schatzmeisters inne.
Buchholz kandidierte die Wahlen zum Berliner Abgeordnetenhaus und der Bezirksverordnetenversammlung (BVV) Pankow im September 2016. Buchholz beklagte eine „mangelnde Sicherheitslage“ für AfD-Mitglieder in Pankow und begründete damit, dass sein Gesicht weder in der Zeitung noch auf Wahlplakaten zu sehen sei. Bei der Aufstellungsversammlung für die Landesliste gewann Buchholz den 27. Platz, bei der BVV-Wahl führte er die Bezirksliste an.
Letztendlich gewann er bei den Wahlen mit 22,4 Prozent ein Direktmandat für das Abgeordnetenhaus im Wahlkreis Pankow 1 und war danach Mitglied des Abgeordnetenhauses von Berlin in der Fraktion der AfD. Er verzichtete damit auf sein Mandat in der BVV Pankow. 2020 wurde Christian Buchholz gemeinsam mit Herbert Mohr zum Sprecher des AfD-Bezirksverbandes Pankow gewählt.